# Szvetlana Vlagyimirovna Bogdanova
Szvetlana Vlagyimirovna Bogdanova (cirill betűkkel: Светлана Владимировна Богданова, Szverdlovszk, 1964. július 12. –) olimpiai bronzérmes, kétszeres világbajnok szovjet-orosz kézilabdázó.

## Pályafutása

### Klubcsapatokban
Pályafutását szülővárosában kezdte. Már fiatalon kézilabdázott a Szverdlovszki Gyermek- és Ifjúsági Sportiskolában, majd később az Urál Állami Műszaki Egyetem hallgatójaként az egyetemi sportcsapatban. 1996-ban igazolt Spanyolországba, ahol pályafutása végéig játszott a Mar Valencia, a Ferrobús Mislata és az Itxako csapataiban. 1997-ben Bajnokok Ligáját nyert a Valenciával, 2000-ben pedig EHF-kupát a Ferrobús Mislatával. Kétszeres spanyol bajnok.
2006-ban fejezte be pályafutását. A Szverdlovszki régió történetének egyik legjobb kézilabdázójának tartják.

### A válogatottban
Pályafutása során a szovjet és az orosz válogatottban is védett, az 1992-es olimpián pedig az Egyesített Csapat színeiben szerzett bronzérmet. 1990-ben és 2001-ben is tagja volt a világbajnok csapatnak.

## Sikerei, díjai
Mar Valencia
- Spanyol bajnok: 1997, 1998
- Spanyol Kupa-győztes: 1997, 1998, 1999, 2001
- Bajnokok Ligája-győztes: 1997

Ferrobús Mislata
- EHF-kupa-győztes: 2000